# Ahupua'a

Suddivisione in ahupu'a dell'isola di Oahu

L'ahupua'a (pron. [əhupuˈwɐʔə]) era un'antica suddivisione politica hawaiana, principalmente basata sugli spartiacque dei torrenti. Fino al XIX secolo gli ahupua'a regolavano l'amministrazione del Regno delle Hawaii, ma caddero in disuso con l'assoggettamento delle isole agli Stati Uniti d'America.

## Etimologia
La parola, che non possiede un significato vero e proprio, risulta in realtà dalla fusione di altri due termini hawaiani, ahu ("cumulo di pietre") e pua'a ("maiale"). Questo accostamento altrimenti bizzarro deriva dal tradizionale metodo di tracciamento dei confini degli ahupua'a, determinati appunto da cumuli pietrosi sovrastati dall'immagine di un maiale, spesso intagliata nel legno.
Ahu può tuttavia significare anche "altare", ed è per questo ipotizzato che le immagini del maiale potessero essere interpretate come un'icona di qualche antica divinità isolana, alla quale venivano fatte delle offerte sui confini degli ahupua'a.

## Storia
Non è noto come siano nati esattamente gli ahupua'a, né come sia stata operata la loro ripartizione. È stato ipotizzato che possano essere stati suddivisi dagli antichi nativi hawaiani osservando i corsi d'acqua isolani scendere dalle montagne mentre si trovavano a bordo delle proprie canoe al largo, ma non vi sono prove definitive di ciò.
Gli ahupua'a furono descritti per la prima volta da James Cook dopo la sua visita alle Hawaii del 1778. L'ahupua'a costituiva allora la suddivisione più piccola della società hawaiana, rappresentando ognuno una specifica comunità agricola al servizio dei nobili isolani, che governavano un'area più grande detta moku. Di solito un ahupua'a presentava una forma vagamente triangolare, partendo i confini dalla cima di una montagna e terminando su una porzione più ampia di litorale (lett. mauka to makai, "dal monte al mare"), al fine di garantire una ripartizione equa delle risorse del territorio. Per questo, un ahupua'a di maggiore estensione era solitamente più povero di uno più piccolo, abbisognando gli abitanti di più terra e risorse per sostenersi.
Il sistema cadde gradualmente in disuso durante il XIX secolo con l'occidentalizzazione del regno delle Hawaii. Lo spopolamento delle campagne e la fondazione di grandi piantagioni mise in crisi il sistema degli ahupua'a, che persero la propria importanza con l'introduzione della proprietà privata nel 1848 tramite decreto di re Kamehameha III delle Hawaii e la parcellizzazione della terra. Dopo l'annessione agli Stati Uniti d'America gli ahupua'a vennero ufficialmente aboliti nel 1905 con la fondazione delle contee delle Hawaii.
Le tradizionali suddivisioni amministrative sono comunque rimaste nella memoria collettiva, e alcune comunità rurali hawaiane continuano ad organizzarsi secondo il sistema degli ahupua'a. A partire dal XXI secolo sono in essere alcuni programmi socioculturali sperimentali per tentare di ristabilire gli ahupua'a in alcune isole delle Hawaii.